# Телкийски, Димитр
Дими́тр Никола́ев Телки́йски (болг. Димитър Николаев Телкийски; 5 мая 1977, Пловдив) — болгарский футболист, полузащитник.

## Биография

### «Ботев»
Димитр Телкийски — воспитанник болгарского футбольного клуба «Ботев» из города Пловдив. С 1990 по 1995 год Телкийски играл за молодёжный состав команды. В 1995 году Димитр принимал участие в играх за другой болгарский клуб — «Чирпан», а с 1996 по 1999 год выступал в основном составе ФК «Ботев», за который провёл 62 матча и забил 16 голов.

### «Левски»
В 1999 году Димитр Телкийски перешёл в столичный болгарский клуб — «Левски», где добился основных своих успехов за карьеру: в составе «Левски» он стал пятикратным обладателем золотых медалей чемпионата Болгарии, пять раз выиграл Кубок Болгарии, и дважды становился победителем Суперкубка Болгарии.
В сезоне 2005—2006 годов Телкийски в составе ФК «Левски» участвовал в Кубке УЕФА, где клуб достиг 1/4 финала. В следующем сезоне клуб, в том числе с Телкийски в составе, добрался до групповой стадии турнира, таким образом став первым болгарским футбольным клубом, достигшим группового этапа. За ФК «Левски» Телкийски провёл 287 матчей и забил 64 гола.

### «Хапоэль»
3 января 2008 года «Левски» и тель-авивский «Хапоэль» подписали соглашение о переходе Элина Топузакова и Димитра Телкийски в израильский клуб. Оба футболиста подписали контракты с ФК «Хапоэль» 7 января 2008 года. Телкийски выбрал себе 31-й номер. Дебют Димитра Телкийски за «Хапоэль» состоялся 12 января 2008 года в матче против «Хапоэля» из города Кфар-Сава, где «Хапоэль» из Тель-Авива проиграл со счётом 1:2. Первый свой гол за «Хапоэль» Телкийски забил в матче против «Маккаби» из города Герцлия, обеспечив своему клубу победу со счётом 3:2. В 2008 году местные фанаты признали Димитра Телкийски лучшим футболистом года.

### «Амкар»
В России]Димитр Телкийски мог оказаться ещё в 2008 году, когда он получил приглашения от «Луча-Энергии» и «Алании». Но тогда Телкийски предпочёл израильский «Хапоэль». В первой половине 2009 года Телкийски получил приглашение от ФК «Амкар», тренером которого являлся болгарин Димитр Димитров, хорошо знакомый с футболистом по совместной работе в «Левски».
18 июля Телкийски прибыл в Пермь, а 28 июля подписал контракт с ФК «Амкар», рассчитанный на полтора года, став таким образом четвёртым представителем болгарского футбола среди игроков ФК «Амкар».
Димитр Димитров взял футболиста практически без просмотра. Телкийски был призван стабилизировать игру «Амкара» и усилить атакующий потенциал команды. По мнению главного тренера Димитра Димитрова, Телкийский является универсальным игроком, способным сыграть на фланге полузащиты, или в роли инсайда, подходящим для обычной схемы 4-3-3, используемой в ФК «Амкар».
О своём отношении к ФК «Амкар» Телкийски сказал следующее:

«Амкар» — самый популярный российский клуб у меня на родине. Ведь за него играют сразу три болгарина — мои бывшие партнёры по «Левски» или сборной — Сираков, Кушев и Пеев, да ещё и бразилец Жеан Карлос, тоже хорошо знакомый мне по «Левски».
Димитр Телкийски

Впервые в составе «Амкара» Телкийски сыграл в матче, состоявшемся 9 августа 2009 года против ЦСКА, игра завершилась со счётом 1:0 в пользу ЦСКА. В этом матче Димитр Телкийски вышел на замену вместо Николая Жиляева на 82-й минуте.
Всего за «Амкар» провёл 4 матча, после чего, 17 октября, было объявлено о расторжении контракта по взаимной договорённости между клубом и игроком, причиной прекращения отношений было объявлено то, что Димитр не смог выдержать конкуренцию за место в основном составе пермского клуба, хотя позже стало известно, что его жена завела любовника, пока сам Телкийски находился в Перми.

### Снова «Левски»
После расторжения контракта с «Амкаром» Телкийски вернулся в «Левски», в составе которого уже выступал ранее, проведя в этом клубе большую часть игровой карьеры.

## Персональные качества
Димитр Телкийски, как полузащитник, отличается большой результативностью: в 398 матчах, проведённых в чемпионатах Болгарии и Израиля, он забил 88 мячей. Является мобильным, универсальным игроком, способным действовать как в центре, так и на флангах. Известен хорошими скоростными данными, отличным дриблингом, исполнением штрафных ударов и пенальти. Рабочая нога — правая.
От болельщиков ФК «Ботев» Телкийски получил прозвище «Мечо» (болг. Мечо), что по-русски означает «медведь», «плюшевый мишка».

## Награды
Все свои официальные награды Димитр Телкийски получил в составе «Левски».
- Победитель чемпионата Болгарии — 2000, 2001, 2002, 2006, 2007
- Обладатель Кубка Болгарии — 2000, 2002, 2003, 2005, 2007
- Обладатель Суперкубка Болгарии — 2005, 2007
- Кубок УЕФА 2005-2006: 1/4 финала
- Лига чемпионов УЕФА 2006-2007: Групповой этап
- Лучший футболист 2008 года в тель-авивском «Хапоэле» (по версии болельщиков клуба)